# Cubocephalus hebes
Cubocephalus hebes là một loài tò vò trong họ Ichneumonidae.